# 베네딕트 바그너
베네딕트 바그너(독일어: Benedikt Wagner, 1990년 6월 14일 ~ )는 독일의 펜싱 선수로 주 종목은 사브르이다. 그는 2012년 하계 올림픽의 남자 사브르 개인전에 참가했는데, 16강전에서 팀동료 니콜라스 림바흐에 패하였다. 단체전에서 그는 팀 동료와 함께 출전하였는데, 이 토너먼트 금메달을 차지한 대한민국과의 첫판에서 패하며 탈락하였다.